# Inteligență artificială puternică
Inteligența artificială puternică sau generală (din artificial general intelligence, prescurtat AGI) este inteligența ipotetică a unei mașini care are capacitatea de a înțelege sau de a învăța orice sarcină intelectuală pe care o poate îndeplini o ființă umană. Este un obiectiv primordial al unor cercetări în domeniul inteligenței artificiale și un subiect comun în științifico-fantastic și în viitorologie. Mai este denumită și IA puternică, IA completă sau inteligență generală de acțiune. Unele surse academice folosesc termenul „IA puternică” doar pentru mașinile care pot experimenta conștiința. Se afirmă că IA de astăzi se află la zeci de ani distanță de o viitoare IA puternică.
Spre deosebire de IA puternică,  IA slabă (numită și IA restrânsă sau IA îngustă din narrow AI) nu este destinată să aibă abilități cognitive umane, mai degrabă, IA slabă se limitează la utilizarea unui software pentru a studia sau îndeplini sarcini specifice de rezolvare a problemelor sau de raționament.
Din 2017, peste patruzeci de organizații cercetează activ IA puternică.

## Cerințe
Au fost propuse diferite criterii de inteligență (cel mai faimos fiind testul Turing), dar până în prezent nu există nicio definiție care să mulțumească pe toată lumea. Cu toate acestea, există un acord la scară largă în rândul cercetătorilor inteligenței artificiale, prin care inteligența este necesară pentru următoarele abilități și capacități:
- raționează, folosește strategia, rezolvă puzzle-uri și formulează judecăți sub incertitudine ;
- reprezintă cunoștințe, inclusiv cunoștințe comune;
- planifică;
- învață;
- comunică în limbaj natural;
- și integrează toate aceste abilități în obiective comune.

Alte capabilități importante includ abilitatea de a simți (de exemplu, vederea) și capacitatea de a acționa (de exemplu, să mute și să manipuleze obiecte) în lumea în care trebuie observat un comportament inteligent. Acest lucru ar include capacitatea de a detecta și de a răspunde la pericole. Multe abordări interdisciplinare ale inteligenței (de exemplu, știința cognitivă, inteligența computațională și luarea deciziilor) tind să sublinieze necesitatea de a lua în considerare trăsături suplimentare precum imaginația (considerată ca abilitatea de a forma imagini mentale și concepte care nu au fost programate) și autonomia.
Există sisteme bazate pe computer care prezintă multe dintre aceste capabilități (de exemplu, vezi: creativitatea informatică, raționamentul automat, sistemul de sprijinire a deciziilor, robotul, calculul evolutiv, agentul inteligent), dar care nu se află încă la un nivel uman [mediu].

### Teste
Au fost luate în considerare următoarele teste pentru confirmarea IA puternice la nivel uman:
Testul Turing (Turing)
O mașină și un om conversează în scris amândoi cu un al doilea om care nu-i vede și care trebuie să evalueze care dintre cei doi este mașina, care trece testul dacă poate păcăli evaluatorul o perioadă semnificativă din timp. Notă: Turing nu definește ceea ce ar trebui să se califice drept inteligență, doar că dacă evaluatorul își dă seama că este o mașină acest lucru ar trebui să o descalifice.
Testul cafelei (Wozniak)
Necesită ca o mașină să intre într-o casă americană obișnuită și să își dea seama cum să facă o cafea: să găsească aparatul de cafea, să găsească cafeaua, să adauge apă, să găsească o cană și să pregătească cafeaua apăsând butoanele corespunzătoare.
Testul studentului robot (Goertzel)
O mașină se înscrie la o universitate, urmând și promovând aceleași clase ca și oamenii, obținând o diplomă.
Testul ocupării forței de muncă (Nilsson)
O mașină lucrează într-un loc de muncă important din punct de vedere economic, cu performanțe cel puțin la fel de bine ca oamenii din același loc de muncă.

### Probleme pe care să le rezolve
Cele mai dificile probleme pentru computere sunt cunoscute informal ca „IA-complete” sau „IA-hard”, ceea ce înseamnă că rezolvarea lor este echivalentă cu aptitudinea generală a inteligenței umane sau IA puternice, dincolo de capacitățile unui algoritm specific scopului.
Printre presupuse probleme IA complete sunt incluse: viziunea generală, înțelegerea limbajului natural și gestionarea circumstanțelor neașteptate în timp ce rezolvă orice problemă din lumea reală.
Problemele IA complete nu pot fi rezolvate numai cu tehnologia computerizată actuală și necesită, de asemenea, calcule umane. Această proprietate ar putea fi utilă, de exemplu, pentru a testa prezența oamenilor, așa cum intenționează CAPTCHA; și pentru securitatea computerului pentru a respinge atacurile prin forță brută.

## Istorie

### IA clasică
Cercetarea modernă a IA a început la mijlocul anilor 1950. Prima generație de cercetători IA a fost convinsă că inteligența artificială generală este posibilă și că va apărea în doar câteva decenii. Pionierul IA Herbert A. Simon scria în 1965: „Mașinile vor fi capabile, în termen de douăzeci de ani, să facă orice lucru pe care un om îl poate face”. Predicțiile sale au inspirat personajul HAL 9000 al lui Stanley Kubrick și Arthur C. Clarke, care a întruchipat ceea ce cercetătorii IA credeau că ar putea crea până în 2001. Pionierul IA Marvin Minsky a fost consultant în proiectul de a face HAL 9000 cât mai realist posibil conform previziunilor consensuale ale vremii.
Cu toate acestea, la începutul anilor 1970, a devenit evident că cercetătorii au subestimat brutal dificultatea proiectului. Agențiile de finanțare au devenit sceptice față de IA puternică și au pus cercetătorii sub presiune crescândă pentru a produce o „IA aplicată” utilă. La începutul anilor 1980, proiectul japonez de calculatoare de a cincea generație a relansat interesul pentru IA puternică, stabilind o cronologie de zece ani care include obiective IA puternică precum „să ducă o conversație întâmplătoare”. Ca răspuns la acest lucru și la succesul sistemelor expert, atât industria, cât și guvernul au reinvestit în domeniu. Cu toate acestea, încrederea în IA s-a prăbușit spectaculos la sfârșitul anilor 1980, iar obiectivele proiectului de calculatoare de a cincea generație nu au fost niciodată îndeplinite.
Pentru a doua oară în 20 de ani, cercetătorii IA care au prezis realizarea iminentă a IA puternice au greșit. În anii 1990, cercetătorii AI au câștigat o reputație de a face promisiuni deșarte. Au devenit reticenți să facă previziuni și să evite orice mențiune a inteligenței artificiale „la nivel uman” de teamă să nu fie etichetați ca „visători cu ochi sălbatici”.

### Cercetarea IA slabe
În anii 1990 și la începutul secolului 21, cercetarea IA mainstream  a obținut un succes comercial și o respectabilitate academică mult mai mare concentrându-se pe subprobleme specifice în care pot produce rezultate verificabile și aplicații comerciale, cum ar fi rețelele neuronale artificiale și învățarea statistică a mașinilor. Aceste sisteme „IA aplicată” sunt acum utilizate pe scară largă în întreaga industrie tehnologică, iar cercetarea în acest sens este foarte finanțată atât în mediul academic, cât și în industrie. În prezent, dezvoltarea în acest domeniu este considerată o tendință emergentă și se așteaptă ca o etapă matură să se întâmple în mai mult de 10 ani.
Cei mai mulți cercetători mainstream ai IA speră că IA puternică poate fi dezvoltată prin combinarea programelor care rezolvă diferite sub-probleme.
„Sunt încrezător că această cale de jos în sus către inteligența artificială se va întâlni într-o bună zi la mai mult de jumătate din drum cu calea tradițională de sus în jos, gata să ofere competență lumii reale și cunoștințe comune la scară largă care au fost atât de frustrant de evazive în programele de raționament. Mașinile complet inteligente vor rezulta atunci când vârful de aur metaforic este atins unind cele două eforturi." 
Cu toate acestea, chiar și această filozofie fundamentală a fost contestată; de exemplu, Stevan Harnad de la Princeton și-a încheiat lucrarea din 1990 cu privire la ipoteza împământarii simbolului, afirmând:
„S-a exprimat adesea așteptarea că abordările „de sus în jos” (simbolice) de modelare a cogniției vor întâlni cumva abordările „de jos în sus” (senzoriale) undeva între ele. Dacă considerațiile fundamentale din această lucrare sunt valabile, atunci această așteptare este modular fără speranță și există într-adevăr o singură cale viabilă: de la bază. Un nivel simbolic plutitor, cum ar fi nivelul software al unui computer, nu va fi niciodată atins pe această cale (sau invers) - nici nu este clar de ce ar trebui să încercăm să atingem un astfel de nivel, deoarece se pare că a ajunge acolo echivalează cu dezrădăcinarea simbolurilor noastre din semnificațiile lor intrinseci (prin aceasta ne reducem doar la echivalentul funcțional al unui computer programabil)."

### Cercetare modernă a IA puternice
Termenul „inteligență artificială generală” a fost folosit încă din 1997 de Mark Gubrud într-o discuție despre implicațiile producției și operațiunilor militare complet automatizate. Termenul a fost reintrodus și popularizat de Shane Legg și Ben Goertzel în jurul anului 2002.  Obiectivul cercetării este mult mai vechi, de exemplu proiectul Cyc al lui Doug Lenat (care a început în 1984) și proiectul Soar al lui Allen Newell sunt considerate ca fiind în domeniul de aplicare al IA puternice. Activitatea de cercetare a IA puternice din 2006 a fost descrisă de Pei Wang și Ben Goertzel ca „producerea unor publicații și rezultate preliminare”. Prima școală de vară despre IA puternică a fost organizată în Xiamen, China în 2009 de Laboratorul de Creiere Artificiale al universității Xiamen  și OpenCog. Primul curs universitar a început în 2010 și 2011 la Universitatea Plovdiv, Bulgaria predat de Todor Arnaudov. MIT a prezentat un curs de IA puternică în 2018, organizat de Lex Fridman cu câțiva lectori invitați. Cu toate acestea, până acum, majoritatea cercetătorilor IA au acordat puțină atenție IA puternice, unii susținând că inteligența este prea complexă pentru a fi complet reprodusă pe termen scurt. Cu toate acestea, un număr mic de informaticieni sunt activi în cercetarea IA puternice și mulți din acest grup contribuie la o serie de conferințe despre IA puternică. Cercetarea este extrem de diversă și adesea reprezintă un pionierat. În prefața cărții sale, Goertzel spune că estimările timpului necesar înainte ca o IA puternică cu adevărat flexibilă să fie construită variază de la 10 ani la peste un secol, dar consensul comunității de cercetare a IA puternice pare să corespundă cu perioada presupusă de Ray Kurzweil în Singularitatea este aproape (adică între 2015 și 2045).
Cu toate acestea, cercetătorii mainstream au oferit o gamă largă de opinii cu privire la progresul atât de rapid. O meta-analiză din 2012 a 95 de astfel de opinii a descoperit o tendință de prezicere a debutului IA puternice în decurs de 16-26 de ani, atât pentru predicțiile moderne, cât și pentru cele istorice.
Organizațiile care se ocupă în mod explicit cu IA puternică includ laboratorul elvețian AI IDSIA, Nnaisense, Vicarious, Maluuba, OpenCog Foundation, Adaptive AI, LIDA și Numenta și asociația Redwood Neuroscience Institute. În plus, organizații precum Machine Intelligence Research Institute și OpenAI au fost fondate pentru a influența calea de dezvoltare a IA puternice. În cele din urmă, proiecte precum Proiectul creierului uman au scopul de a construi o simulare funcțională a creierului uman. Un sondaj din 2017 a clasificat patruzeci și cinci de „proiecte active de cercetare și dezvoltare” cunoscute care explicit sau implicit (prin cercetare publicată) cercetează IA puternică, cele mai mari trei fiind DeepMind, Human Brain Project și OpenAI.
În 2017, cercetătorii Feng Liu, Yong Shi și Ying Liu au efectuat teste de inteligență pe IA slabă, teste accesibile publicului în mod liber, cum ar fi Google AI sau Apple Siri și altele. La maximum, aceste IA au atins o valoare IQ de aproximativ 47, care corespunde aproximativ unui copil de șase ani din clasa întâi. Un adult are aproximativ IQ-ul 100 în medie. Au fost efectuate teste similare în 2014, scorul IQ atingând o valoare maximă de 27.
În 2019, programatorul de jocuri video și inginerul aerospațial John Carmack a anunțat planurile sale de cercetare a IA puternice.
În 2020, OpenAI a dezvoltat GPT-3, un model de limbaj capabil să îndeplinească multe sarcini diverse, fără pregătire specifică. Potrivit lui Gary Grossman într-un articol VentureBeat, deși există un consens că GPT-3 nu este un exemplu de IA puternică, unii consideră că este prea avansat pentru a fi clasificat ca un sistem IA slabă.

## IA puternică și conștiința
În 1980, filosoful John Searle a inventat termenul „IA puternică” ca parte a argumentului său privind camera chinezească. El a vrut să facă distincția între două ipoteze diferite despre inteligența artificială:
- Un sistem de inteligență artificială poate gândi și poate avea o minte. (Cuvântul „minte” are un sens specific pentru filozofi, așa cum este folosit în „problema corpului minții” sau „filozofia minții”.)
- Un sistem de inteligență artificială poate (numai) să acționeze așa cum gândește și are o minte.

Prima se numește „ipoteza IA puternică ”, iar cea de-a doua este „ipoteza IA slabă ”, deoarece prima face afirmația puternică: presupune că i s-a întâmplat ceva special mașinii care depășește toate abilitățile sale pe care le putem testa. Searle s-a referit la „ipoteza IA puternică” drept „IA puternică”. Această utilizare este, de asemenea, obișnuită în cercetare și în manualele academice de IA.
Ipoteza IA slabă este echivalentă cu ipoteza că inteligența artificială generală este posibilă. Potrivit lui Russell și Norvig, „Majoritatea cercetătorilor în IA consideră ipoteza IA slabe ca atare și nu le pasă de ipoteza IA puternice”.
Spre deosebire de Searle, Ray Kurzweil folosește termenul „IA puternică” pentru a descrie orice sistem de inteligență artificială care acționează ca și cum ar avea o minte, indiferent dacă un filozof ar fi în măsură să stabilească dacă are de fapt o minte sau nu. 
În science fiction, IA puternică este asociată cu trăsături precum conștiența, conștiința, înțelepciunea și conștiința de sine observate la ființele vii. Cu toate acestea, potrivit lui Searle, este o întrebare deschisă dacă inteligența generală este suficientă pentru a exista o conștiință. „IA puternică” (așa cum este definită mai sus de Kurzweil) nu trebuie confundată cu „ipoteza IA puternice” a lui Searle. Ipoteza IA puternice este afirmația că un computer care se comportă la fel de inteligent ca o persoană trebuie să aibă, de asemenea, în mod necesar o minte și o conștiență. IA puternică se referă doar la cantitatea de inteligență pe care o arată mașina, cu sau fără minte.

### Conștiința
Există și alte aspecte ale minții umane, în afară de inteligență, care sunt relevante pentru conceptul de IA puternică, care joacă un rol major în științifico-fantasticâ și în etica privind inteligența artificială :
- conștiență - A avea experiență și gândire subiectivă (qualia).
- conștiința de sine - A fi conștient de sine ca un individ separat, mai ales a fi conștient de propriile gânduri.
- conștiință - Abilitatea de a „simți” percepții sau emoții subiective.
- înțelepciune - Capacitatea de a acumula știință.

Aceste trăsături au o dimensiune morală, deoarece o mașină cu această formă de IA puternică poate avea drepturi, similare cu drepturile animalelor non-umane. Ca atare, s-au efectuat lucrări preliminare privind abordările de integrare a agenților etici deplini cu cadrul legal și social existent. Aceste abordări s-au concentrat pe poziția juridică și drepturile IA „puternice”.
Cu toate acestea, Bill Joy, printre altele, susține că o mașină cu aceste trăsături poate fi o amenințare la adresa vieții sau a demnității umane. Rămâne de arătat dacă oricare dintre aceste trăsături sunt necesare pentru o IA puternică. Rolul conștientei nu este clar și în prezent nu există un test convenit pentru prezența sa. Dacă o mașină este construită cu un dispozitiv care simulează corelații neurale ale conștiinței, ar avea automat conștiință de sine? De asemenea, este posibil ca unele dintre aceste proprietăți, cum ar fi simțirea, să iasă în mod natural dintr-o mașină complet inteligentă sau să devină firesc atribuirea acestor proprietăți mașinilor odată ce acestea încep să acționeze într-un mod clar inteligent. De exemplu, acțiunea inteligentă poate fi suficientă pentru simțire, mai degrabă decât invers.

### Cercetarea conștiinței artificiale
Cu toate că rolul conștientei în IA / IA puternică este discutabil, mulți cercetători ai IA puternice consideră că cercetarea care investighează posibilitățile de implementare a conștiinței este vitală. Într-un efort timpuriu, Igor Aleksander a susținut că principiile pentru crearea unei mașini conștiente există deja, dar că ar fi nevoie de patruzeci de ani pentru a instrui o astfel de mașină pentru a înțelege limbajul.

## Controverse și pericole
În octombrie 2020, inteligența artificială puternică rămâne pur speculativă deoarece nu s-a demonstrat că există încă un astfel de sistem. Opiniile variază de la dacă și când inteligența artificială generală va apărea. La o extremă, pionierul dezvoltării IA Herbert A. Simon a speculat în 1965 că: „mașinile vor fi capabile, în termen de douăzeci de ani, să facă orice lucru pe care un om îl poate face”. Cu toate acestea, această predicție nu s-a împlinit. Cofondatorul Microsoft, Paul Allen, a crezut că o astfel de inteligență este puțin probabilă în secolul al XXI-lea, deoarece ar necesita „descoperiri imprevizibile și fundamental imprevizibile” și o „înțelegere profundă științifică a cunoașterii”. Scriind în  The Guardian, roboticianul Alan Winfield a susținut că prăpastia dintre calculul modern și inteligența artificială la nivel uman este la fel de largă ca prăpastia dintre zborul spațiului actual și zborul spațial mai repede decât lumina.
Mulți dintre cărturarii care sunt îngrijorați de riscul existențial cred că cel mai bun model de urmat ar fi efectuarea unor cercetări (posibil masive) pentru rezolvarea dificilei „probleme de control” pentru a răspunde la întrebarea: ce tipuri de garanții, algoritmi sau arhitecturi pot implementa programatorii pentru a maximiza probabilitatea ca IA care se îmbunătățește recursiv să continue să se comporte într-un mod prietenos, mai degrabă decât distructiv, după ce ajunge la o super-inteligență?
Teza conform căreia IA poate prezenta un risc existențial are, de asemenea, mulți detractori puternici. Scepticii acuză uneori că teza este cripto-religioasă, cu o credință irațională în posibilitatea supra-inteligenței care să înlocuiască o credință irațională într-un Dumnezeu atotputernic; la o extremă, Jaron Lanier susține că întregul concept conform căruia mașinile actuale sunt în vreun fel inteligente este „o iluzie”.
O mare parte din criticile existente susțin că IA puternică este puțin probabilă pe termen scurt. Informaticianul Gordon Bell susține că rasa umană se va autodistruge înainte de a ajunge la singularitatea tehnologică. Gordon Moore, susținătorul inițial al Legii lui Moore, declară că „sunt un sceptic. Nu cred că [o singularitate tehnologică] se va întâmpla, cel puțin pentru o lungă perioadă de timp. Și nu știu de ce cred așa." Vicepreședintele Baidu, Andrew Ng, afirmă că riscul existențial al IA este „ca și cum ai fi îngrijorat de suprapopularea de pe Marte, când nici măcar nu am pus piciorul pe planetă”.